# Hershkovitzia
Hershkovitzia är ett släkte av tvåvingar. Hershkovitzia ingår i familjen lusflugor.

## Arter inomHershkovitzia[1]
- Hershkovitzia cabala
- Hershkovitzia coeca
- Hershkovitzia inaequalis
- Hershkovitzia primitiva